# Nu Cong Hoc Hoi
Nu Cong Hoc Hoi, en kvinnoorganisation i Vietnam del av Franska Indokina, grundad 1926.
Det räknas som den första kvinnoföreningen i landet tillägnad kvinnors rättigheter. Dess syfte var verka för kvinnors tillgång till utbildning och yrkesmöjligheter.